# Backlash (2025)
Backlash (2025), também promovido como Backlash St. Louis, foi um evento de luta livre profissional produzido pela WWE. Foi o 20º evento da série Backlash e aconteceu no sábado, 10 de maio de 2025, no Enterprise Center em St. Louis, Missouri. O evento foi transmitido via pay-per-view (PPV) e transmissão ao vivo, e contou com lutadores das divisões Raw e SmackDown da promoção. O conceito do evento gira em torno das consequências imediatas da WrestleMania 41.
O evento contou com a primeira aparição de John Cena em um Backlash desde 2009, que também foi sua última aparição no Backlash como lutador no ringue devido à sua aposentadoria da luta livre profissional no final de 2025.
Cinco lutas foram disputadas no evento. No evento principal, John Cena derrotou Randy Orton para manter o Campeonato Indiscutível da WWE do SmackDown. Em outras lutas importantes, Gunther derrotou Pat McAfee por submissão técnica e, na luta de abertura, Jacob Fatu derrotou LA Knight, Damian Priest e Drew McIntyre em uma luta fatal four-way para manter o Campeonato dos Estados Unidos da WWE do SmackDown. O evento contou com a estreia de Jeff Cobb na WWE, cujo nome de ringue foi posteriormente alterado para JC Mateo.

## Produção

### Introdução

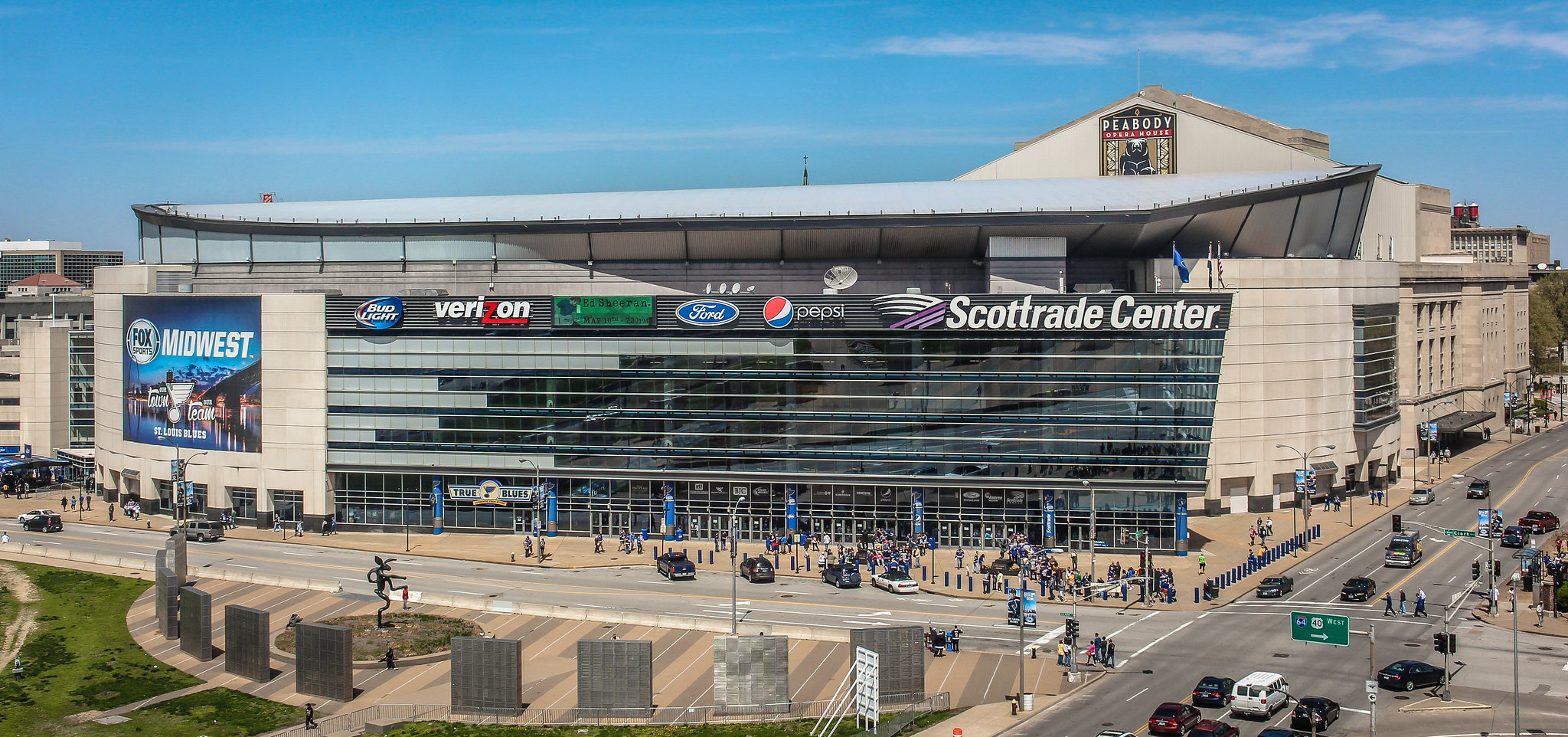
O evento foi realizado no Enterprise Center em St. Louis, Missouri.

Backlash é um evento de luta livre profissional que foi estabelecido pela promoção WWE em 1999. Foi realizado anualmente de 1999 a 2009, mas foi descontinuado até ser reintegrado em 2016, tem sido realizado todos os anos desde então, exceto em 2019. O conceito original do evento foi baseado na reação do principal evento da WWE, WrestleMania. Os acontecimentos entre 2016 e 2020 não tiveram esta temática; no entanto, o evento de 2021 retornou o Backlash a este conceito original.
Em 14 de março de 2025, a WWE anunciou que o 20º Backlash, promovido como "Backlash St. Louis", aconteceria em 10 de maio de 2025, no Enterprise Center, em St. Louis, Missouri, e contaria com lutadores das divisões de marcas Raw e SmackDown. Além de ser transmitido mundialmente por pay-per-view (PPV) tradicional e por transmissão ao vivo pelo Peacock nos Estados Unidos, o evento também esteve disponível para transmissão ao vivo pela Netflix na maioria dos mercados internacionais e pela WWE Network nos países restantes que ainda não migraram para a Netflix devido a contratos preexistentes. Este foi o primeiro Backlash a ser transmitido pela Netflix após a fusão da WWE Network com o serviço em janeiro de 2025 nessas regiões. Os ingressos ficaram à venda a partir de 21 de março via Ticketmaster.

### Histórias
O card incluiu lutas resultantes de histórias roteirizadas. Os resultados foram predeterminados pelos escritores da WWE nas marcas Raw e SmackDown, enquanto as histórias foram produzidas nos programas semanais de televisão da WWE, Monday Night Raw e Friday Night SmackDown.
No evento principal da Noite 2 da WrestleMania 41, John Cena conquistou o Campeonato Indiscutível da WWE, tornando-se um recorde de 17 vezes campeão mundial na WWE. No Raw seguinte, Cena se gabou de sua vitória antes de ser atacado por Randy Orton com um RKO. No SmackDown daquela sexta-feira, quando Cena estava prestes a fazer outra promo, ele foi interrompido por Orton, que tentou se aproximar do agora vilão Cena. Após uma troca de palavras, Orton desafiou Cena para uma luta por seu campeonato naquela noite; no entanto, Cena recusou, afirmando que a luta deveria acontecer na cidade natal de Orton, St. Louis, no Backlash. A luta foi posteriormente oficializada.
Antes da Noite 1 da WrestleMania 41, Bayley, que deveria fazer equipe com Lyra Valkyria para uma luta pelo Campeonato de Duplas Femininas da WWE na Noite 2 do evento, foi encontrada atacada nos bastidores por um agressor desconhecido, o que obrigou Valkyria a encontrar uma nova parceira. Na Noite 2, Becky Lynch fez um retorno surpresa como parceira misteriosa de Valkyria, e elas conquistaram o Campeonato de Duplas Femininas. No entanto, em uma revanche na noite seguinte no Raw, elas perderam o título, com Valkyria sendo a responsável por sofrer o pin. Após a luta, Lynch atacou Valkyria, virando vilã pela primeira vez desde 2022. Na semana seguinte, Lynch revelou que foi ela quem atacou Bayley, e também afirmou que atacou Valkyria por causa da amizade de Valkyria com Bayley, com quem Lynch teve inúmeros problemas nos últimos anos. Valkyria interrompeu e desafiou Lynch para lutar com ela naquela noite, no entanto, Lynch recusou. Valkyria então desafiou Lynch para uma luta no Backlash, colocando seu Campeonato Intercontinental Feminino em jogo contra Lynch, que aceitou.
Na noite do Raw após a WrestleMania 41, Gunther apareceu e discutiu com os comentaristas Michael Cole e Pat McAfee, pois se sentiu desrespeitado por eles após sua derrota na WrestleMania. Gunther então atacou Cole, o que levou McAfee a atacar Gunther em defesa de Cole, mas Gunther dominou McAfee e o sufocou. Posteriormente, Gunther foi multado e suspenso pelo gerente geral do Raw, Adam Pearce. Na semana seguinte, McAfee quis lutar contra Gunther e pediu ao gerente geral do SmackDown, Nick Aldis, que estava substituindo Pearce naquela noite, para suspender a suspensão de Gunther. Aldis recusou e, em vez disso, propôs uma luta entre eles no Backlash, o que McAfee aceitou.
Na Noite 1 da WrestleMania 41, Jacob Fatu derrotou LA Knight para conquistar o Campeonato dos Estados Unidos, e no dia seguinte, na Noite 2, Drew McIntyre venceu Damian Priest em uma Sin City Street Fight. No episódio seguinte do SmackDown, durante a celebração da Bloodline (Fatu e Solo Sikoa), Knight interrompeu dizendo que queria sua revanche. McIntyre também apareceu e, após provocar Priest, declarou que também queria uma luta pelo título. O gerente geral do SmackDown, Nick Aldis, então marcou uma luta entre Knight e McIntyre ainda naquela noite para determinar o desafiante número um ao Campeonato dos Estados Unidos de Fatu. Durante a luta, Priest atacou McIntyre, enquanto Sikoa atacou Knight. No entanto, o árbitro viu apenas o ataque de Priest, dando a vitória a McIntyre por desqualificação. Em seguida, Fatu saiu por cima, atacando Knight e Priest. No episódio seguinte, Knight e Priest se enfrentaram, mas a luta terminou sem resultado devido à interferência de Sikoa. Após o combate, Priest e Knight entraram em uma briga com Fatu e Sikoa. Aldis então marcou uma luta triple threat entre Fatu, Priest e Knight pelo Campeonato dos Estados Unidos no Backlash. Contudo, após Sikoa argumentar que McIntyre merecia uma luta pelo título devido à sua vitória por desqualificação, Aldis anunciou uma luta fatal four-way pelo cinturão, também envolvendo McIntyre, no Backlash.
Na Noite 2 da WrestleMania 41, Dominik Mysterio, do Judgment Day, conquistou o Campeonato Intercontinental em uma luta fatal four-way que também envolveu Penta e seu aliado de facção, Finn Bálor, sendo este o responsável por sofrer o pin de Mysterio. No episódio seguinte do Raw, Mysterio defendeu com sucesso seu título contra Penta após interferência de JD McDonagh, que retornava de lesão. No episódio seguinte, Penta interferiu na luta de duplas entre Bálor e McDonagh, fazendo com que eles perdessem o combate. Uma semana depois, Penta derrotou McDonagh, mesmo com interferência de Bálor e Carlito. Mais tarde naquela noite, foi anunciado que Mysterio defenderia o Campeonato Intercontinental contra Penta no Backlash.

## Evento
| Função:                   | Nome:             |
| ------------------------- | ----------------- |
| Comentaristas em inglês   | Michael Cole      |
| Comentaristas em inglês   | Wade Barrett      |
| Comentaristas em espanhol | Marcelo Rodríguez |
| Comentaristas em espanhol | Jerry Soto        |
| Anunciadora de ringue     | Alicia Taylor     |
| Árbitros                  | Jessika Carr      |
| Árbitros                  | Dan Engler        |
| Árbitros                  | Matt Ball         |
| Árbitros                  | Eddie Orengo      |
| Árbitros                  | Chad Patton       |
| Entrevistador             | Byron Saxton      |
| Painel do pré-show        | Jackie Redmond    |
| Painel do pré-show        | Big E             |
| Painel do pré-show        | Peter Rosenberg   |
| Painel do pré-show        | Vic Joseph        |

### Lutas preliminares
Antes do evento, Pershard Owens apresentou "The Star-Spangled Banner".

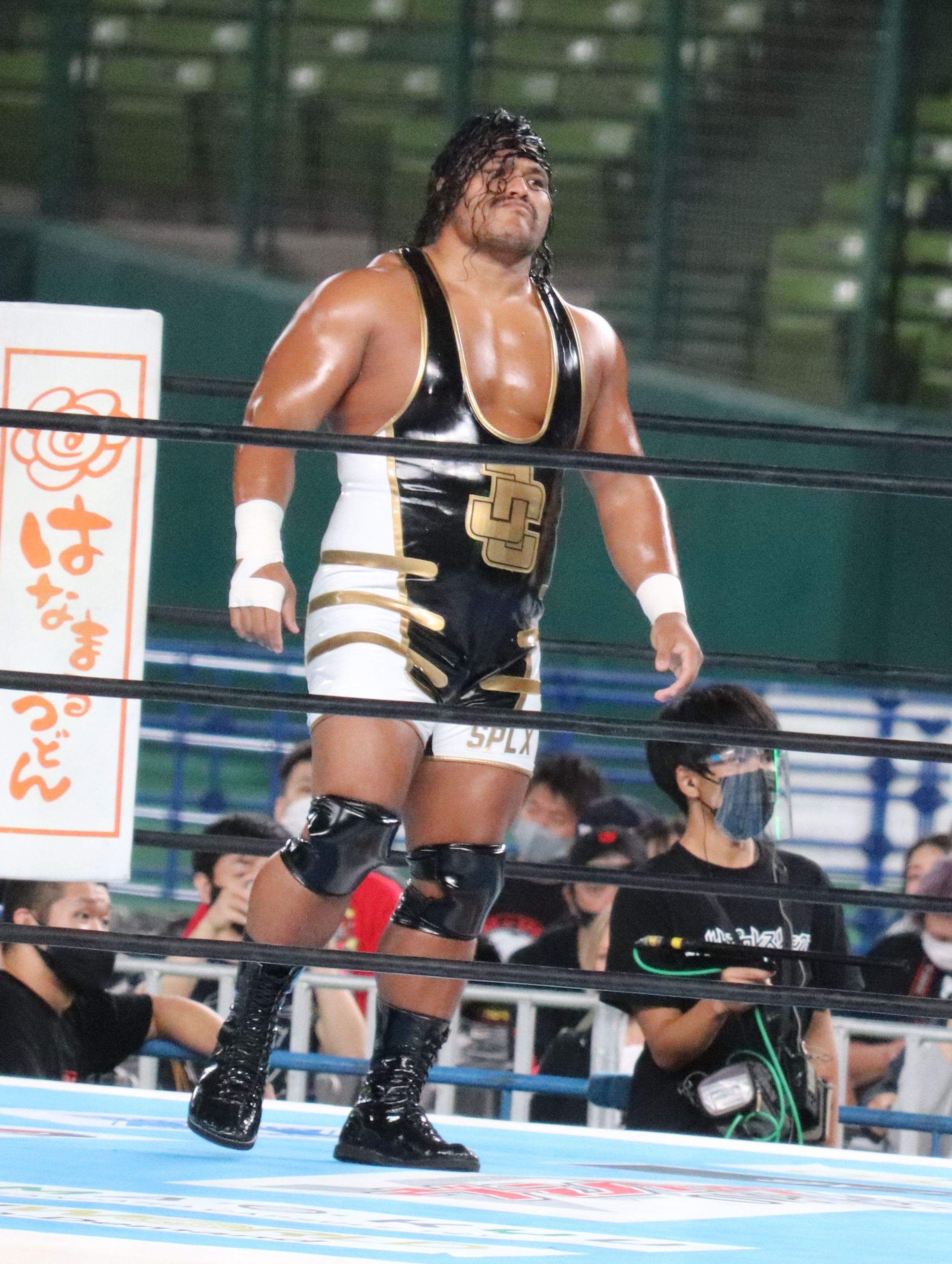
Jeff Cobb fez sua estreia na WWE, auxiliando Jacob Fatu na defesa do Campeonato dos Estados Unidos.

O evento em si começou com Jacob Fatu defendendo o Campeonato dos Estados Unidos contra LA Knight, Damian Priest e Drew McIntyre em uma luta fatal four-way. Durante a luta, Fatu executou um swanton em McIntyre. Knight executou um BFT em Fatu seguido por um South of Heaven de Priest em Knight e uma Claymore de McIntyre em Priest, que caiu em um pin em Knight, com McIntyre desfazendo-o. McIntyre executou Future Shock DDTs em Fatu e Knight. McIntyre executou uma Claymore em Knight, mas Priest puxou o árbitro para fora do ringue. Com McIntyre e Priest lutando fora do ringue, Knight executou duas cotoveladas em Fatu para um quase pinfall. Priest executou um South of Heaven em McIntyre através de mesas. Knight tentou uma cotovelada em Fatu através de uma mesa, mas Solo Sikoa puxou Fatu para a segurança. Jeff Cobb, fazendo sua estreia na WWE, então atacou Knight. Fatu derrotou Knight após um moonsault para manter o título.
Após isso, Lyra Valkyria defendeu o Campeonato Intercontinental Feminino contra Becky Lynch. Valkyria tentou um moonsault, mas Lynch levantou os joelhos. Lynch executou um Manhandle Slam em Valkyria para um quase pinfall. No final, Valkyria tentou o Nightwing, mas Lynch bloqueou e acertou o nariz de Valkyria. Valkyria contra-atacou uma tentativa de pin com uma combinação própria, conseguindo manter o título. Após a luta, Lynch atacou Valkyria.
No terceiro combate, Dominik Mysterio defendeu o Campeonato Intercontinental contra Penta. Durante a luta, Carlito, JD McDonagh e Finn Bálor apareceram à beira do ringue. Quando Bálor pegou uma cadeira, ele, McDonagh e Carlito foram expulsos do lado de fora de ringue. No final, quando Penta subiu para a corda do meio, El Grande Americano deu um cabeçada em Penta, permitindo que Mysterio realizasse um Frog Splash e fizesse o pin para manter o título.
No penúltimo combate, Gunther enfrentou Pat McAfee. Após Gunther dominar a maior parte da luta, McAfee executou um Punk Kick em Gunther, mas conseguiu apenas uma contagem de um. Nos momentos finais, McAfee aplicou um sleeper hold em Gunther, que conseguiu escapar e desferiu um lariat em McAfee. Gunther então aplicou o sleeper hold em McAfee, que desmaiou, garantindo a vitória. Após a luta, Gunther demonstrou respeito a McAfee.

### Evento principal

Na última luta entre eles, John Cena manteve o Campeonato Indiscutível da WWE contra Randy Orton.

No evento principal, John Cena defendeu o Campeonato Indiscutível da WWE contra Randy Orton. Durante a luta, Cena e Orton executaram seus respectivos golpes. Em determinado momento, Cena tentou um Punt Kick, mas Orton se esquivou. Cena realizou um Attitude Adjustment em Orton e pegou o cinturão do título. Orton então executou um RKO em Cena para um quase pinfall. Orton aplicou duas vezes o Attitude Adjustment em Cena: primeiro jogando-o através da mesa de comentaristas, e outro sobre uma mesa que ele mesmo pegou. Orton então fez outro RKO, para mais um quase pinfall. No clímax, Cena correu em direção a Orton com o cinturão, mas atingiu o árbitro. Orton então fez mais um RKO em Cena, mas como não havia árbitro para contar o pin, Orton realizou RKOs em Nick Aldis e outros produtores. Enquanto Orton tentava outro Punt Kick, R-Truth bloqueou Orton, mas foi derrubado com um RKO. Cena então fez um low blow em Orton e o atingiu com o cinturão para manter o título. Após a luta, Cena proclamou que ele era o verdadeiro exemplo de um campeão mundial.

## Recepção
Wade Keller, do Pro Wrestling Torch, afirmou que a primeira parte do evento principal "foi rudimentar até demais", mas condizente com os estilos de John Cena e Randy Orton, "especialmente neste ponto de suas carreiras". À medida que a luta avançava, "os fãs foram se envolvendo mais", e Keller não se incomodou com as interferências do árbitro, "porque não há realmente uma expectativa de que Orton e Cena contem essa história de forma direta, então era provável que houvesse muita interferência externa e controvérsia, o que, no fim, funcionou". Shakiel Mahjouri, da CBS Sports, deu à luta uma nota A-, afirmando que não foi "um espetáculo técnico", mas que "há um charme em ver o capítulo final de uma rivalidade icônica após 20 anos". Sendo uma luta física, com grandes apostas e uma plateia empolgada, foi "um retorno exagerado ao estilo que a WWE usava com frequência nos anos 2010".
Para a luta pelo Campeonato dos Estados Unidos, Mahjouri deu uma nota A, afirmando que o "final acertou em cheio em todos os pontos: deu a vitória ao campeão, protegeu os desafiantes, estreou um novo grupo e ainda avançou a trama da Bloodline".

## Após o evento
Durante a coletiva de imprensa após o Backlash, Triple H comentou sobre o South of Heaven Chokeslam aplicado por Damian Priest em Drew McIntyre, afirmando que McIntyre saiu machucado, mas estava totalmente bem.
Também durante a coletiva, R-Truth interrompeu a promo do campeão indiscutível da WWE, John Cena. Isso levou Cena a aplicar um Attitude Adjustment em R-Truth, jogando-o através de uma mesa.

## Resultados
| Nº                                          | Resultados                                                       | Estipulações                                                     | Tempo |
| ------------------------------------------- | ---------------------------------------------------------------- | ---------------------------------------------------------------- | ----- |
| 1                                           | Jacob Fatu (c) derrotou LA Knight, Damian Priest e Drew McIntyre | Luta fatal four-way pelo Campeonato dos Estados Unidos da WWE    | 17:55 |
| 2                                           | Lyra Valkyria (c) derrotou Becky Lynch                           | Luta individual pelo Campeonato Intercontinental Feminino da WWE | 18:45 |
| 3                                           | Dominik Mysterio (c) derrotou Penta                              | Luta individual pelo Campeonato Intercontinental da WWE          | 9:20  |
| 4                                           | Gunther derrotou Pat McAfee por submissão técnica                | Luta individual                                                  | 14:00 |
| 5                                           | John Cena (c) derrotou Randy Orton                               | Luta individual pelo Campeonato Indiscutível da WWE              | 27:50 |
| (c) – Refere-se aos campeões antes da luta. |                                                                  |                                                                  |       |